# Kapel Onze-Lieve-Vrouw onder de blauwe hemel

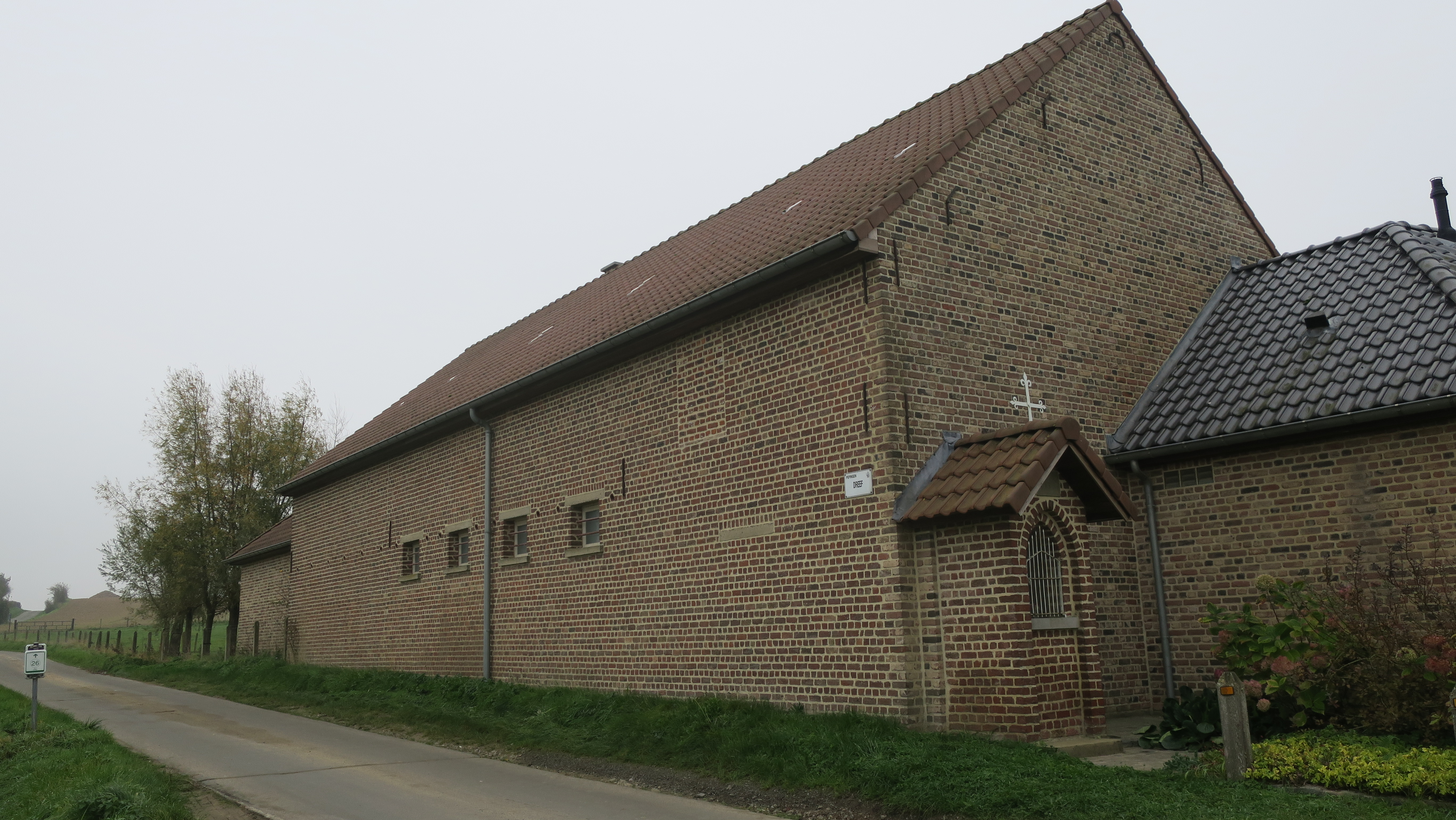
Kapel Onze-Lieve-Vrouw onder de blauwe hemel opgericht tegen de schuur.

De Kapel Onze-Lieve-Vrouw Onder de blauwe Hemel is een kapel die zich bevindt in de Vlaams-Brabantse gemeente Pepingen. De kapel staat sinds 1938 tegen de gevel van de voormalige hoeve, gelegen aan de Hoesnaek 65.

## Historiek
Oorspronkelijk zou er een grotere kapel gestaan hebben aan de overkant van de weg waar zo’n zes stoelen konden staan. Dit gebouw is echter verdwenen. Frans Debar, eigenaar van de hoeve, liet door aannemer Maurice Raemdonck een nieuwe stal met schuur en kapel bouwen. In 2008 werd de site verkocht aan de huidige eigenaars die de hoeve renoveerden. Bij de aanleg van de nieuwe betonweg werd de kapel opgetild en twee meter verder op de huidige plaats neergezet.

## Architectuur
De pijlerkapel is opgetrokken uit baksteen in kruisverband en is bedekt met een zadeldak van pannen dat bekroond is met een Latijns smeedijzeren kruis. De nis is uitgewerkt in de vorm van een spitsboog en wordt afgesloten door zowel een glazen plaat als een diefijzer. Hierboven is een arduinen gevelsteen ingewerkt met het opschrift ‘AM 1938’. In de nis staat een beeld van Onze-Lieve-Vrouw op een verhoog. De muren zijn afgewerkt met cementering waarop blauwe imitatievoegen zijn aangebracht. De gecementeerde, gekleurde vloertegels vormen een geometrisch patroon. 

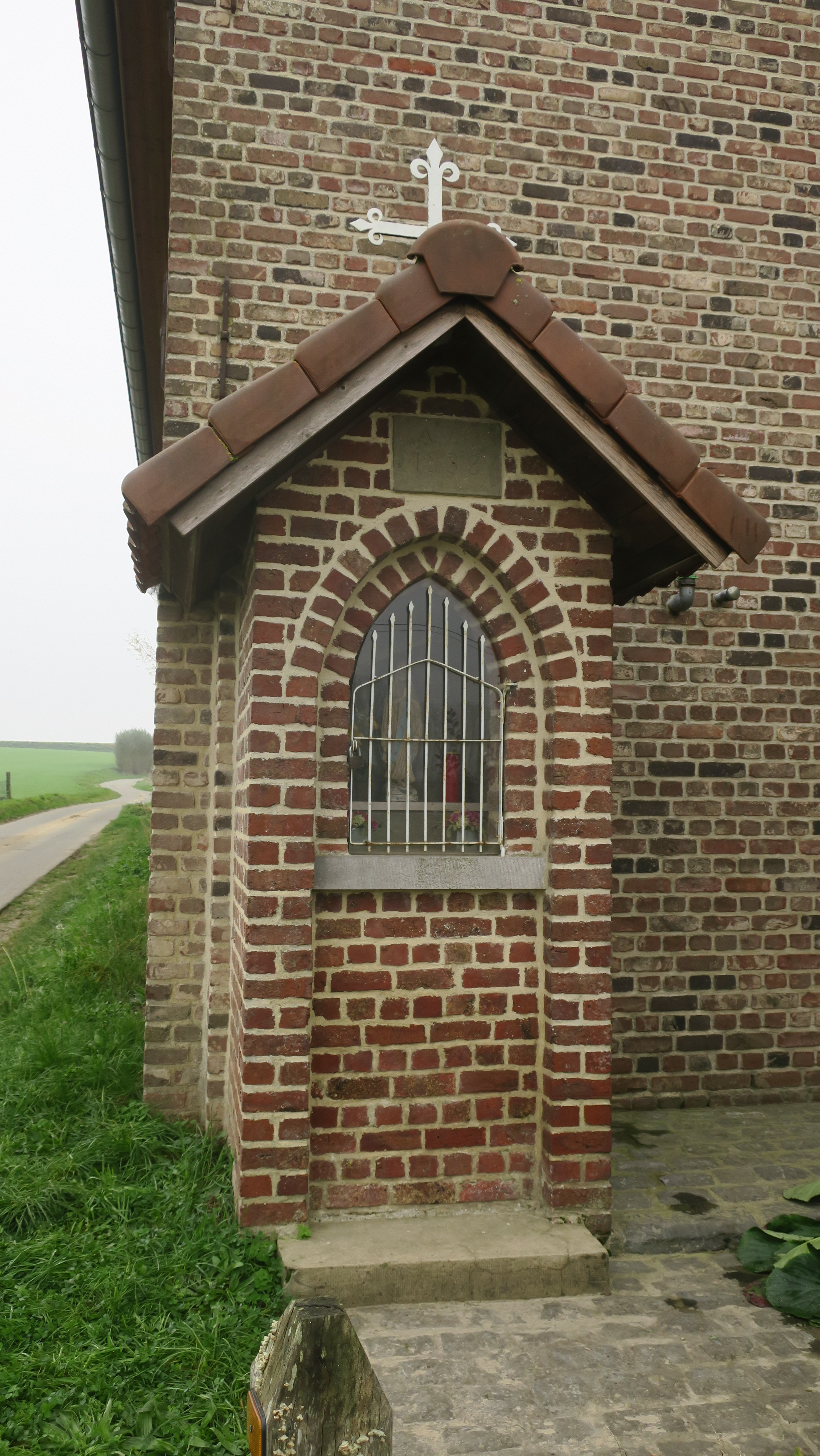
Onze-Lieve-Vrouw onder de blauwe hemel

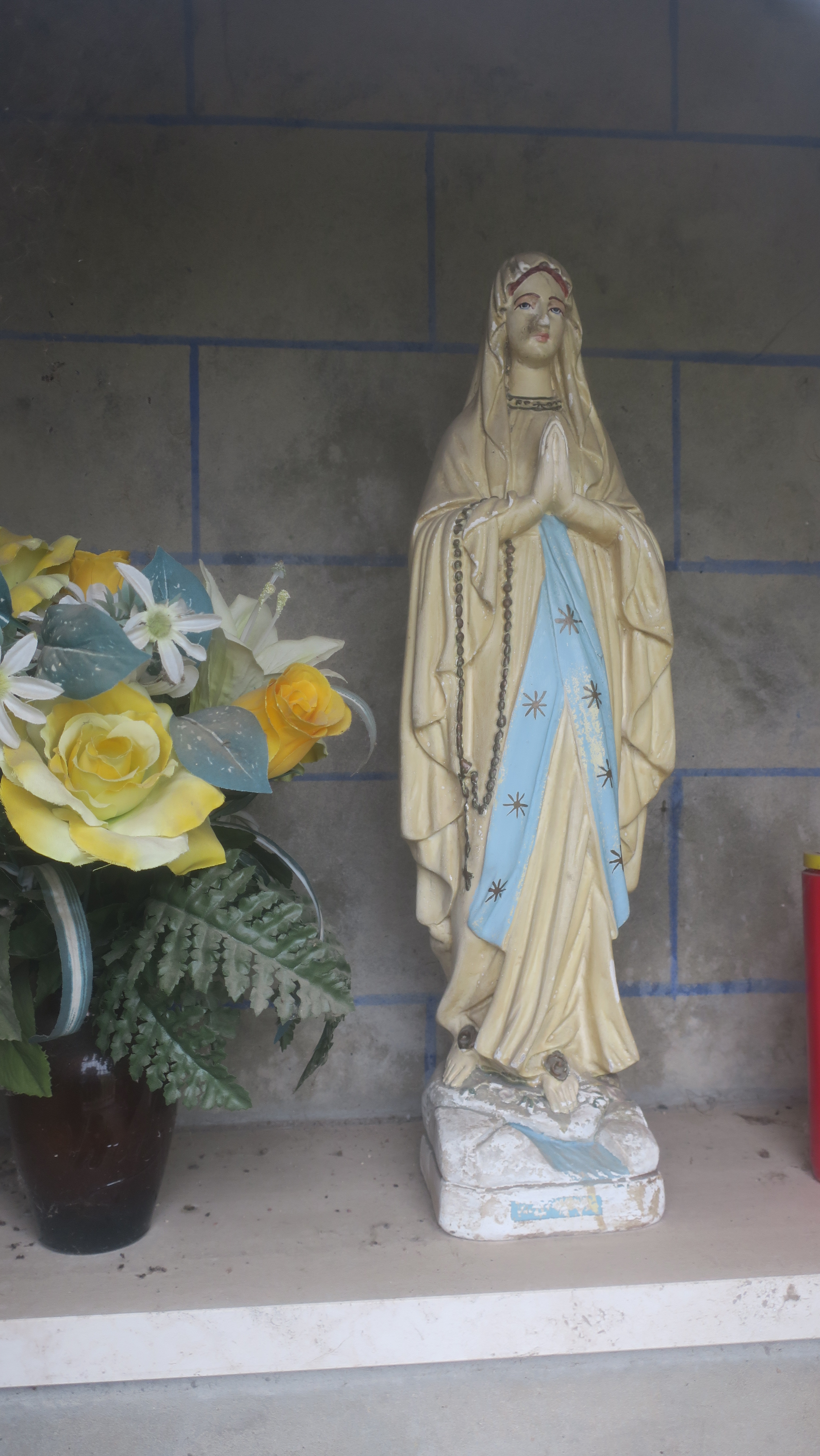
Beeld van Onze-Lieve-Vrouw